# Saint-Aubin-en-Charollais
Saint-Aubin-en-Charollais is een gemeente in het Franse departement Saône-et-Loire (regio Bourgogne-Franche-Comté) en telt 384 inwoners (1999). De plaats maakt deel uit van het arrondissement Charolles.

## Geografie
De oppervlakte van Saint-Aubin-en-Charollais bedraagt 19,4 km², de bevolkingsdichtheid is 19,8 inwoners per km².
De onderstaande kaart toont de ligging van Saint-Aubin-en-Charollais met de belangrijkste infrastructuur en aangrenzende gemeenten.

## Demografie
Onderstaande figuur toont het verloop van het inwonertal (bron: INSEE-tellingen).